# Meioneta curvata
Meioneta curvata är en spindelart som beskrevs av Robert Bosmans 1979. Meioneta curvata ingår i släktet Meioneta och familjen täckvävarspindlar.
Artens utbredningsområde är Kenya. Inga underarter finns listade i Catalogue of Life.